# Цвингер, Теодор
Теодор Цвингер (1533—1588) — швейцарский врач.
Служил в лионской типографии, посвящая свободные часы чтению научных книг, потом отправился в Париж, где изучал философию под руководством Рамуса, и в Падую, где проходил курс медицинских наук. Вернувшись на родину, в Базель, занимался врачебной практикой и преподаванием греческого языка, этики и медицины.